# Championnats de France de skicross
Les Championnats de France de skicross (l'une des 6 disciplines du ski acrobatique), sont une compétition créée par la Fédération française de ski (FFS) en 2003.

## Organisation
Chaque année, une station française organise cette compétition.
Les modes de sélection sont éditées par la FFS .
Le titre se dispute sur une épreuve unique. Des médailles d'or, d'argent et de bronze sont décernées aux trois premiers de chaque épreuve. Les skieurs étrangers qui participent aux courses  ne sont pas intégrés dans les classements spécifiques des championnats de France.
Une phase de qualification individuelle est organisée dans un premier temps. Puis les meilleurs s’affrontent par série de 4 dans un tableau de 32 pour les hommes, et de 16 pour les dames.
À l'occasion de ces championnats, des épreuves spécifiques sont organisées pour les catégories « jeunes ».

## Palmarès[2],[3]

### Hommes
| Année | Station                  | Or                        | Argent                  | Bronze                    |
| 2002  | La Plagne                | Guillaume Gonthier        | Christophe Fivel        | Jonathan Idesheim         |
| 2003  | Alpe d’Huez              | Xavier Kuhn               | Richard Gay             | Xavier Mathex             |
| 2004  | La Plagne                | Xavier Kuhn               | Mathias Collomb-Patton  | Laurent Caiolo            |
| 2005  | Alpe d’Huez              | Christian Crétier         |                         |                           |
| 2006  | La Plagne                | Christian Crétier         | Simon Bastelica         | Xavier Kuhn               |
| 2007  | Avoriaz                  | Simon Bastelica           | Robin Lenel             | Antoine Galland           |
| 2008  | Alpe d’Huez              | Sylvain Miaillier         | Ted Piccard             | Olivier Fabre             |
| 2009  | La Toussuire             | annulé                    | annulé                  | annulé                    |
| 2010  | Mégève                   | Olivier Fabre             | Ted Piccard             | Sylvain Miaillier         |
| 2011  | Les Gets                 | annulé                    | annulé                  | annulé                    |
| 2012  | Val Thorens              | Jonas Devouassoux         | Jonathan Midol          | Antoine Galland           |
| 2013  | Val Thorens              | annulé                    | annulé                  | annulé                    |
| 2014  | Val Thorens              | Sylvain Miaillier         | Jonathan Midol          | Arnaud Dunand             |
| 2015  | Val Thorens              | Jean-Frédéric Chapuis     | Arnaud Bovolenta        | Youri Duplessis Kergomard |
| 2016  | Val Thorens              | Youri Duplessis Kergomard | Arnaud Bovolenta        | Jean-Frédéric Chapuis     |
| 2017  | Saint François Longchamp | Youri Duplessis Kergomard | Morgan Guipponi Barfety | Jonathan Midol            |
| 2018  | Val Thorens              | Bastien Midol             | Jean-Frédéric Chapuis   | François Place            |
| 2019  | Val Thorens              | Bastien Midol             | Jean-Frédéric Chapuis   | Jonathan Midol            |
| 2020  | Val Thorens              | Bastien Midol             | Jean-Frédéric Chapuis   | Terence Tchiknavorian     |
| 2021  | non organisé             | —                         | —                       | —                         |
| 2022  | Les Contamines-Montjoie  | Morgan Guipponi Barfety   | Jean-Frédéric Chapuis   | Youri Duplessis Kergomard |
| 2023  | Val Thorens              | Melvin Tchiknavorian      | Jonathan Midol          | Terence Tchiknavorian     |
| 2024  | Les Saisies              | Terence Tchiknavorian     | Nicolas Raffort         | Romain Mari               |

### Femmes
| Année | Station                  | Or                       | Argent                     | Bronze                   |
| 2002  | La Plagne                | Valentine Scuotto        | Marie Jouval               | Marie Andrieux           |
| 2003  | Alpe d’Huez              | Ophélie David            | Valentine Scuotto          | Perrine Faraut           |
| 2004  | La Plagne                | Alizée Boulangeat        | Ophélie David              | Fanny Merullaz           |
| 2005  | Alpe d’Huez              | Ophélie David            |                            |                          |
| 2006  | La Plagne                | Ophélie David            | Valentine Scuotto          | Meryll Boulangeat        |
| 2007  | Avoriaz                  | Meryll Boulangeat        | Helena Galland             | Marion Josserand         |
| 2008  | Alpe d’Huez              | Ophélie David            | Meryll Boulangeat          | Chloé Georges            |
| 2009  | La Toussuire             | annulé                   | annulé                     | annulé                   |
| 2010  | Mégève                   | Marion Josserand         | Helena Galland             | Chloé Georges            |
| 2011  | Les Gets                 | annulé                   | annulé                     | annulé                   |
| 2012  | Val Thorens              | Aude Aguilaniu           | Alizée Baron               | Meryll Boulangeat        |
| 2013  | Val Thorens              | annulé                   | annulé                     | annulé                   |
| 2014  | Val Thorens              | Ophélie David            | Alizée Baron               | Marielle Berger Sabbatel |
| 2015  | Val Thorens              | Alizée Baron             | Margot Tresal Mauroz       | Noelie Berard            |
| 2016  | Val Thorens              | Alizée Baron             | Ophélie David              | Laury Marullaz           |
| 2017  | Saint François Longchamp | Laury Marullaz           | Amélie Schneider           | Noelie Berard            |
| 2018  | Val Thorens              | Marielle Berger Sabbatel | Alizée Baron               | Amélie Schneider         |
| 2019  | Val Thorens              | Marielle Berger Sabbatel | Alizée Baron               | Amélie Schneider         |
| 2020  | Val Thorens              | Marielle Berger Sabbatel | Amélie Schneider           | Jade Grillet-Aubert      |
| 2021  | non organisé             | —                        | —                          | —                        |
| 2022  | Les Contamines-Montjoie  | Jade Grillet-Aubert      | Tifenn Miorcec de Kerdanet | Mila Chaput              |
| 2023  | Val Thorens              | Marielle Berger Sabbatel | Jade Grillet-Aubert        | Mylène Balet-Baz         |
| 2024  | Les Saisies              | Marielle Berger Sabbatel | Mylène Balet-Baz           | Mathilde Brodier         |

## Skieurs et skieuses les plus titré(e)s

### Hommes
| Rang | Nom                       | De   | À    | Or | Argent | Bronze | Total |
| ---- | ------------------------- | ---- | ---- | -- | ------ | ------ | ----- |
| 1    | Bastien Midol             | 2018 | 2020 | 3  | 0      | 0      | 3     |
| 2    | Youri Duplessis Kergomard | 2015 | 2022 | 2  | 0      | 2      | 4     |
| 3    | Xavier Kuhn               | 2003 | 2006 | 2  | 0      | 1      | 3     |
| 3    | Sylvain Miaillier         | 2008 | 2014 | 2  | 0      | 1      | 3     |
| 5    | Christian Crétier         | 2005 | 2006 | 2  | 0      | 0      | 2     |
| 6    | Jean-Frédéric Chapuis     | 2015 | 2022 | 1  | 4      | 1      | 5     |
| 7    | Morgan Guipponi Barfety   | 2017 | 2022 | 1  | 1      | 0      | 2     |
| 7    | Simon Bastelica           | 2006 | 2007 | 1  | 1      | 0      | 2     |
| 9    | Terence Tchiknavorian     | 2020 | 2024 | 1  | 0      | 2      | 3     |
| 10   | Olivier Fabre             | 2008 | 2010 | 1  | 0      | 1      | 2     |
| 11   | Jonas Devouassoux         | 2012 | 2012 | 1  | 0      | 0      | 1     |
| 11   | Guillaume Gonthier        | 2002 | 2002 | 1  | 0      | 0      | 1     |
| 11   | Melvin Tchiknavorian      | 2023 | 2023 | 1  | 0      | 0      | 1     |

### Femmes
| Rang | Nom                      | De   | À    | Or | Argent | Bronze | Total |
| ---- | ------------------------ | ---- | ---- | -- | ------ | ------ | ----- |
| 1    | Ophélie David            | 2003 | 2014 | 5  | 2      | 0      | 7     |
| 2    | Marielle Berger Sabbatel | 2014 | 2024 | 5  | 0      | 1      | 6     |
| 3    | Alizée Baron             | 2012 | 2019 | 2  | 4      | 0      | 6     |
| 4    | Meryll Boulangeat        | 2006 | 2012 | 1  | 1      | 2      | 4     |
| 5    | Valentine Scuotto        | 2002 | 2006 | 1  | 2      | 0      | 3     |
| 6    | Jade Grillet-Aubert      | 2020 | 2023 | 1  | 1      | 1      | 3     |
| 7    | Marion Josserand         | 2007 | 2010 | 1  | 0      | 1      | 2     |
| 7    | Laury Marullaz           | 2016 | 2017 | 1  | 0      | 1      | 2     |
| 9    | Aude Aguilaniu           | 2012 | 2012 | 1  | 0      | 0      | 1     |
| 9    | Alizée Boulangeat        | 2004 | 2004 | 1  | 0      | 0      | 1     |